# ベル ある伯爵令嬢の恋
『ベル ある伯爵令嬢の恋』（ベル あるはくしゃくれいじょうのこい、原題：Belle）は、2013年制作のイギリスの恋愛ドラマ映画。
18世紀のイギリスで、英国人の海軍士官と黒人女性との間に生まれ、伯爵令嬢として育てられたダイド・エリザベス・ベルの波乱に満ちた生涯と恋を描く。日本では劇場未公開。

## あらすじ

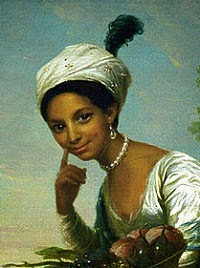
ダイド・エリザベス・ベル

18世紀のイギリス。海軍士官のジョン・リンジー卿は黒人女性と恋に落ち、娘ベルをもうけるが、すぐに主席裁判官をつとめる叔父のマンスフィールド卿に彼女を預ける。
ベルは先に引き取られていたマンスフィールド卿の姪孫エリザベスと仲良くなり、白人と同じ十分な教育も受け、実の姉妹のように育つ。だが、成長した彼女に人種の壁が立ちはだかる。

## キャスト
※括弧内は日本語吹替。
- ダイド・エリザベス・ベル：ググ・バサ＝ロー（坂本真綾）
- マンスフィールド卿：トム・ウィルキンソン（佐々木敏）
- ジョン・ダヴィニェール：サム・リード（三宅健太）
- エリザベス・マレー：サラ・ガドン（弓場沙織）
- アシュフォード夫人：ミランダ・リチャードソン（佐藤しのぶ）
- マンスフィールド夫人：エミリー・ワトソン（土井美加）
- メアリー・マレー夫人：ペネロープ・ウィルトン（久保田民絵）
- ジェームズ・アシュフォード：トム・フェルトン（川中子雅人）
- オリヴァー・アシュフォード：ジェームズ・ノートン（川島得愛）
- ジョン・リンジー卿：マシュー・グッド

## 受賞
- 第12回アフリカン・アメリカン映画批評家協会賞主演女優賞（ググ・バサ＝ロー）[4]
- 第17回英国インディペンデント映画賞主演女優賞（ググ・バサ＝ロー）[5][6]
- NAACPイメージ・アワードインディペンデント作品賞・脚本賞[7][8]
- パームスプリングス国際映画祭監督賞（アマ・アサンテ）[9][10]